# Aleksander Pakentreger
Aleksander Pakentrager (ur. 7 października 1916 w Kaliszu, zm. 6 stycznia 2007 w Nowym Jorku) – polski historyk żydowskiego pochodzenia, żołnierz, działacz społeczny; pułkownik Ludowego Wojska Polskiego, pracownik naukowy Żydowskiego Instytutu Historycznego, członek Stowarzyszenia Żydowski Instytut Historyczny w Polsce oraz Związku Zawodowego Pracowników Żydowskiego Instytutu Historycznego.

## Życiorys
Aleksander Pakentreger urodził się 7 października 1916 roku w Kaliszu, w rodzinie Chila, montera maszyn hafciarskich, PPS−owca, członka Bundu i Poalej Syjon-Lewica, skazanego za udział w Rewolucji 1905 roku na zesłanie na Syberię i brat Meira Pakentregera. Po ukończeniu szkoły Tachkemoni i Gimnazjum Żydowskiego Stowarzyszenia Żydowskich Szkół Średnich w Kaliszu otrzymał w 1934 roku świadectwo dojrzałości. Od 1935 roku pracował w fabryce hafciarskiej jako pomocnik montera.
Był członkiem Zarządu Robotniczego Klubu Sportowego Sztern (Gwiazda).
W dniu 25 marca 1938 roku został powołany do odbycia zasadniczej służby wojskowej. Ukończył szkołę podoficerską, awansował na kaprala i został wyznaczony na stanowisko zastępcy dowódcy drużyny. W kampanii wrześniowej 1939 roku walczył w szeregach 60 Pułku Piechoty Wielkopolskiej pod Uniejowem, Poddębicami, Kutnem, Łęczycą i w Puszczy Kampinoskiej. Ranny dostał się do niemieckiej niewoli i po leczeniu w szpitalach został w październiku zwolniony do domu.
Uchodząc przed niemieckimi prześladowaniami wyruszył pod koniec listopada z piętnastoosobową grupą młodzieży żydowskiej w wieku 16−23 lat do Warszawy i stąd przez Siedlce i Sokołów Podlaski dotarł do Bugu. W dniu 29 listopada grupa przepłynęła rzekę i przez Drohiczyn i Siemiatycze przybyła do Brześcia nad Bugiem. Podpisał umowę na jeden rok pracy w kopalni węgla kamiennego w Korkino koło Czelabińska. Po upływie kontraktu pracował jako tokarz w fabryce „Industria” w Symferopolu. W październiku 1941 roku ewakuował się przez Machaczkałę i Krasnowodsk do Uzbekistanu, gdzie do kwietnia 1942 roku pracował w kołchozie. Skierowany do batalionu pracy (ros. „strojbat”) w Omsku i wkrótce zwolniony, pojechał do Dżambułu, a następnie do miejscowości Ługowoj w Kazachstanie i pracował w sowchozie do października 1943 roku.
Pod koniec tego miesiąca zgłosił się do organizowanego w Diwowo Wojska Polskiego i otrzymał przydział do 3 Pułku Artylerii Lekkiej. Po kursie w Centrum Wyszkolenia Oficerów w Riazaniu w stopniu podporucznika objął stanowisko dowódcy plutonu fizylierów w 24 Pułku Artylerii Samobieżnej. W jego szeregach uczestniczył w walkach pod Kostrzyniem, nad Nysą, pod Budziszynem i Dreznem.
W maju 1947 roku został skierowany na Wyższy Kurs Kwatermistrzów w Warszawie. Od września 1947 roku pełnił służbę na stanowisku szefa Wydziału Finansów Oddziału II Sztabu Generalnego Wojska Polskiego (od listopada 1951 roku – Zarząd II Sztabu Generalnego Wojska Polskiego). W latach następnych doskonalił kwalifikacje wojskowe (m.in. na Studium Ekonomicznym dla biegłych dyplomowanych księgowych). W latach 1958–1967 był autorem opracowań i artykułów publikowanych w Wojskowym Przeglądzie Zagranicznym. Przetłumaczył z angielskiego część książki The Military Attaché, opublikowanej rok później. W latach 1962–1967 studiował na Uniwersytecie Warszawskim. W kwietniu 1968 roku Wojskowa Komisja Lekarska orzekła, że odniesione rany i nabyte schorzenia pozostają w bezpośrednim związku ze służbą wojskową i uznała go za inwalidę III stopnia. Na podstawie wspomnianego orzeczenia został zwolniony z zawodowej służby wojskowej i przeniesiony do rezerwy. W czasie służby wojskowej został odznaczony Krzyżem Kawalerskim Orderu Odrodzenia Polski i Krzyżem Walecznych oraz innymi odznaczeniami.
W grudniu 1969 roku zaczął pracę w Żydowskim Instytucie Historycznym w Warszawie. Początkowo jako pracownik naukowy (asystent) był kierownikiem Archiwum Instytutu. Później poświęcił się pracy naukowo−badawczej, znajdującej swe odbicie przede wszystkim w wydawanych przez Instytut kwartalnikach Biuletyn Żydowskiego Instytutu Historycznego oraz Bleter far Geszichte.
Liczne publikacje pozwoliły na otwarcie przewodu doktorskiego na temat Żydzi Kalisza w latach 1918–1945. Problemy polityczne i społeczne. Publiczna obrona pracy odbyła się w lutym 1983 roku, a w marcu Rada Naukowa Wydziału Dziennikarstwa i Nauk Politycznych Uniwersytetu Warszawskiego nadała mu stopień naukowy doktora nauk politycznych. Z powodu złego stanu zdrowia zrezygnował z pracy w Instytucie. Po pewnym czasie przeniósł się do córki do USA, gdzie zmarł.

## Publikacje
- recenzje książek Leona Poliakoffa, Jidn unter der italieniszer (Żydzi pod włoską okupacją) oraz Di gele late (Żółta łata) oraz Altera Kacyzne Sztarke un szwache (Silni i słabi).
- omówienia zawartości wszystkich numerów Bleter far Geszichte (t. I−XVIII z lat 1948–1970).
- artykuły: Prasa żydowska w Kaliszu w latach międzywojennych (1974), Polityka władz niemieckich tzw. Kraju Warty wobec Żydów (1977), Losy Żydów miasta Kalisza i powiatu kaliskiego w okresie okupacji hitlerowskiej. Martyrologia i zagłada (1980), Dzieje Żydów Kalisza i powiatu kaliskiego w okresie okupacji hitlerowskiej (1979), Położenie ekonomiczne ludności żydowskiej Kalisza po I wojnie światowej, Sytuacja gospodarcza ludności żydowskiej Kalisza w latach kryzysu gospodarczego 1929–1935 (1985) i Spółdzielczość żydowska w Kaliszu w latach międzywojennych (1988).
- Żydzi w Kaliszu w latach 1918–1939 : problemy polityczne i społeczne (1988), monografia[1].